# Yoshiaki Maruyama
Yoshiaki Maruyama (丸山 良明, Maruyama Yoshiaki) est un footballeur japonais né le 12 octobre 1974.